# 2049—幸福話術
《2049－幸福話術》，是一部描寫在未來年代的電視劇，為2049第一單元，由李亦捷、陳漢典領銜主演，2021年10月16日起台視主頻於每週六22:00首播，10月17日起東森戲劇台於每週日20:00首播，並由MyVideo、Netflix跟播。

## 播出時間

### 首播
| 頻道       | 所在地 | 播出日期       | 播出時間             | 備註     |
| 台視主頻   | 臺灣   | 2021年10月16日 | 每週六 22:00 - 23:40 | 連播三集 |
| 東森戲劇台 | 臺灣   | 2021年10月17日 | 每週日 20:00 - 21:40 | 連播三集 |
| 東森超視   | 臺灣   | 2021年10月17日 | 每週日 22:00 - 23:40 | 連播三集 |

### 網路平台
| 頻道       | 所在地 | 播出日期       | 播出時間             | 備註         |
| MyVideo    | 臺灣   | 2021年10月16日 | 每週六 22:00 - 23:30 | 連播三集     |
| Netflix    | 臺灣   | 2021年10月16日 | 每週六 23:30         | 一次上架三集 |
| MOD        | 臺灣   | 2021年11月21日 | 週日 12:00           | 一次上架六集 |
| Hami Video | 臺灣   | 2021年11月21日 | 週日 12:00           | 一次上架六集 |

### 重播
| 頻道       | 所在地 | 播出日期       | 播出時間             | 備註     |
| 台視主頻   | 臺灣   | 2021年10月23日 | 每週六 13:00 - 14:45 | 連播三集 |
| 東森戲劇台 | 臺灣   | 2021年10月23日 | 每週六 14:00 - 15:40 | 連播三集 |
| 東森戲劇台 | 臺灣   | 2021年10月23日 | 每週六 20:00 - 21:40 | 連播三集 |
| 東森戲劇台 | 臺灣   | 2021年10月24日 | 每週日 14:00 - 15:40 | 連播三集 |

## 劇情大綱
在西元2049年，科技不斷進步，但人類仍然原始。在未來人民面臨著人性與科技的考驗。「讀心裝置（Stable）讓幸福更長久」，「讀心裝置偵測不到我有多愛你」。

## 演員列表

### 主要演員
| 演員   | 角色   | 介紹 | 登場集數 |
| 李亦捷 | 夏曉攸 | 本劇女主角，傅大楷的妻子，職業為虛擬旅遊設計師。總是想說什麼就說什麼，對任何事情都抱著追根究柢的態度，對於有關丈夫的事更是如此。因此，她總是自以為貼心的打點大楷的一切，卻時常遭到對方的冷處理，讓她始終不理解大楷為什麼不懂她的用心。 | 全劇     |
| 陳漢典 | 傅大楷 | 本劇男主角，夏曉攸的丈夫，職業為小說家。對於沒有一家出版社願意出版新作《未竟》，而感到沮喪失意的他，期盼能從崇拜他的曉攸身上獲得支持與慰藉，卻發現曉攸透過人工智慧溝通助理欺騙著他，頓時間讓他懷疑起婚姻裡還剩下幾分真實？             | 全劇     |

### 次要演員
| 演員   | 角色   | 介紹                   | 登場集數 |
| 曹蘭   | 大楷媽 | 傅大楷的媽媽           | 1-2,5    |
| 張永正 | 大楷爸 | 傅大楷的爸爸           | 1-2,5    |
| 吳沛寧 | 娜娜   | 夏曉攸上班的同事、朋友 | 1,3,6    |
| 許時豪 | David  | 傅大楷的出版社同事     | 2-6      |
| 王真琳 | 晨希   | 夏曉攸的表妹           | 3-6      |

### 特別演出
| 演員   | 角色     | 介紹         | 登場集數 |
| 黃采儀 | 洪彩玉   | 夏曉攸的媽媽 | 1-2      |
| 伊正   | 夏智先   | 夏曉攸的爸爸 | 1-2      |
| 李璇   | 武李敏子 | 民宿的老闆娘 | 6        |
| 勾峰   | 武崢     | 民宿的老闆   | 5-6      |
| 呂晉宇 | Jay      |              | 5-6      |

### 其他演員
| 演員   | 角色         | 介紹                   | 登場集數 |
| 張晉維 | 餐廳情侶     | 在餐廳用餐的情侶檔     | 1        |
| 謝昀蓉 | 餐廳情侶     | 在餐廳用餐的情侶檔     | 1        |
| 簡義哲 | 江副理       | 夏曉攸的主管           | 1,3      |
| 孫君實 | 曉攸同事     | 夏曉攸上班的同事       | 1,3      |
| 白佳偉 | 曉攸同事     | 夏曉攸上班的同事       | 1,3      |
| 姚穎   | 曉攸同事     | 夏曉攸上班的同事       | 1,3      |
| 陳松瑋 | 設計師       |                        | 2        |
| 劉紀範 | 旅行社服務員 | 實體旅行社服務員       | 4        |
| 陳昱曉 | 出版社主編   | 傅大楷所屬出版社的主編 | 4-5      |
| 游宗偉 | 出版社主編   | 傅大楷所屬出版社的主編 | 4-5      |
| 林宸緯 | 出版社主編   | 傅大楷所屬出版社的主編 | 4-5      |
| 蔡懿玫 | 酒吧公關     | 在酒吧的公關           | 5        |
| 謝嘉辰 | 酒吧公關     | 在酒吧的公關           | 5        |
| 張皓奎 | David朋友    | David的朋友            | 5        |
| 孟祥威 | David朋友    | David的朋友            | 5        |
| 龔柏軒 | David朋友    | David的朋友            | 5        |

## 電視劇歌曲
| 曲別   | 歌名       | 演唱者    | 作詞              | 作曲              | 編曲                   |
| 主題曲 | 完美不完美 | 莫文蔚    | 蔣卓嘉            | 蔣卓嘉            | 游政豪、蔣卓嘉、JerryC |
| 插曲   | 數星星的你 | 徐若瑄    | 比二              | 比二              | 游政豪、JerryC         |
| 插曲   | It's Time  | Shawn尚融 | Shawn尚融、JerryC | Shawn尚融、JerryC | 游政豪、JerryC         |
| 插曲   | 花言巧語   | 柏霖      | 柏霖、JerryC      | 柏霖、JerryC      | JerryC                 |

## 各集標題
| 集數 | 標題                                                       |
| 1    | 曉攸的觀點：你一定要我說為什麼～                           |
| 2    | 大楷的觀點：我們的溝通沒有問題，妳幹嘛一直找碴啊？！       |
| 3    | 曉攸的觀點：我是替你著想耶！                               |
| 4    | 大楷的觀點：要不要說出你真正的想法？！                     |
| 5    | 第三者的觀點：我願意當你的聽眾…／我去拿酒，今天陪你喝醉！  |
| 6    | 大家的觀點：沒想到我跟他一樣爛…／我剛…跟David在讀小說對白… |

## 周邊商品
- 《2049：影劇小說×深度解析》影視小說
  - 作者：瀚草影視、英雄旅程 、繆非
  - 出版社：天下文化
  - 出版日期：2021年10月16日
  - ISBN 9789865253288

## 製作團隊
- 導演：許立達、朱建青
- 出品人：林之晨、林文淵、曾瀚賢
- 總監製：湯昇榮
- 聯合監製：李芃君、郭元冲
- 製作人：湯昇榮、曾瀚賢
- 聯合製作人：邵珮茹、賴秀貞
- 行政製作人：周增晟
- 執行製作人：蔡凱瑞
- 編劇：吳美枝、許立達、劉瑞婷
- 造型指導：杜佩勳
- 美術指導：賴勇坤
- 製作公司：瀚草影視
- 出品公司：台灣大哥大、東森電視、瀚草影視
- 冠名贊助
  - 台視：FORA 福爾威創快篩
  - 東森：未來美8分鐘面膜

## 獎項紀錄
| 年份   | 頒獎典禮     | 獎項名稱   | 入圍者／作品 | 結果 |
| 2022年 | 第57屆金鐘獎 | 迷你劇集獎 | 2049         | 提名 |

## 外部連結
- 官方网站－台視
- 官方网站－東森
- 影集2049的Facebook專頁
- 瀚草影視文化的Facebook專頁

| 臺灣 台視主頻 周六優質戲劇                                                                      | 臺灣 台視主頻 周六優質戲劇                        | 臺灣 台視主頻 周六優質戲劇                       |
| ----------------------------------------------------------------------------------------------- | ------------------------------------------------- | ------------------------------------------------ |
|                                                                                                 | 2049－幸福話術 （2021年10月16日－2021年10月23日） |                                                  |
| 大嘻哈時代 （2021年6月12日－2021年10月9日）                                                     | 2049－刺蝟法則 （2021年10月30日－2021年11月6日）  |                                                  |
| 臺灣 東森戲劇台 每週日 20:00 - 21:40                                                            |                                                   |                                                  |
| 生死接線員 （2021年8月15日－2021年9月12日）王牌辯護人（重播） （2021年9月19日－2021年10月10日） | 2049－幸福話術 （2021年10月17日－2021年10月24日） | 2049－刺蝟法則 （2021年10月31日－2021年11月7日） |